# خدای نظر سرمچار
خدای نظر سرمچار (زاده: ۱۳۳۴ولسوالی چخانسور، ولایت نیمروز) سیاست‌مدار افغانستانی و نماینده مردم نیمروز در دوره پانزدهم مجلس نمایندگان افغانستان است. وی در دوران حکومت حزب دموکراتیک خلق به مدت ۴ سال والی ولایت نیمروز نیز بود.

## زندگی‌نامه
خدای نظر سرمچار فرزند ملا محمد متولد ۱۳۳۴ از ولسوالی چخانسور ولایت نیمروز افغانستان است. وی دارای مدرک تحصیلی لیسانس از دانشکده وترنری/دامپزشکی دانشگاه کابل است. وی شاعر، ادیب و مؤلف زبان بلوچی است.

## دیگر فعالیت‌ها
- والی ولایت نیمروز.[۱]
- مسئول کنترل کمیته ولایتی حزب دموکراتیک خلق افغانستان.[۱]
- نطاق شورای سراسری بلوچ های افغانستان